# Катков, Николай Семёнович
Никола́й Семёнович Катко́в (18 декабря 1928, Мошата, Нолинский уезд, Вятская губерния, РСФСР, СССР ― 28 октября 2013, Казань, Россия) ― советский учёный-экономист, доктор экономических наук, профессор. Ректор Казанского сельскохозяйственного института (1971―1985). Заслуженный экономист РСФСР (1982). Почётный работник высшего профессионального образования Российской Федерации (1999). Заслуженный экономист Республики Марий Эл (2003). Заслуженный деятель науки Республики Татарстан (2004). Член КПСС.

## Биография
Родился 18 декабря 1928 года в деревне Мошата ныне Нолинского района Кировской области.
В 1941 году, в разгар Великой Отечественной войны, он становится бригадиром полеводческой бригады колхоза «Решающий» родного района.
В 1948 году вместе с семьёй переезжает в Казань, где 2 года работает слесарем-инструментальщиком на заводе № 230, имея образование в пять классов сельской школы.
С 1950 года во время службы на Тихоокеанском флоте получил аттестат об окончании 7-летней школы.
В 1953 году  поступил в сельскохозяйственный техникум на землеустроительное отделение в г. Тетюши Татарской АССР.
В 1962 году с отличием окончил экономический факультет Московской сельскохозяйственной академии имени К. А. Тимирязева.
Несмотря на предложение остаться в очной аспирантуре, поехал в Казань, где с 1962 года работает старшим научным сотрудником Татарской сельскохозяйственной опытной станции. Но уже через год его пригласили на должность инструктора в сельскохозяйственный отдел Татарского обкома КПСС, где он обучается в заочной аспирантуре, защищает кандидатскую диссертацию в 1968 году.
С 1969 года — старший преподаватель, заведующий кафедрой экономической кибернетики, в 1971–1985 годах — ректор Казанского сельскохозяйственного института. С 1983 года – доктор экономических наук. Здесь занимался и общественной деятельностью: избирался депутатом Казанского городского Совета народных депутатов пяти созывов.
В 1985―1987 годах ― советник ректора Высшей сельскохозяйственной школы г. Баямо провинции Сантьяго-де-Куба в Республике Куба.
С 1990 года ― в Марийском государственном университете: профессор, основатель и первый заведующий кафедрой экономической кибернетики. С 2003 года ― почётный профессор Марийского университета.
Женат, имеет 2-х сыновей.
Ушёл из жизни 28 октября 2013 года в Йошкар-Оле.

## Научно-педагогическая деятельность
В 1968 году защитил кандидатскую диссертацию. Кандидат экономических наук (1968). В 1981 году защитил докторскую диссертацию на тему «Экономические проблемы кормовой базы в условиях интенсификации животноводства». Доктор экономических наук (1983).
Является автором свыше 130 научных трудов, в том числе 10 монографий.
Во время работы ректором в Казанском сельскохозяйственном институте приложил много сил для развития института, строительства новых корпусов, открытия новых специальностей, расширения научной базы и совершенствования преподавания.
Много сделал для становления экономической науки в Марий Эл: в 1990 году в Марийском государственном университете открыл новую кафедру  ― экономической кибернетики, новую специальность ― математические методы в экономике, аспирантуру, докторантуру, создал лабораторию экономических исследований, оснастил её современными компьютерами, заключил ряд договоров на научные исследования.
Является членом 2-х диссертационных советов. В Марий Эл под его руководством защитили диссертации 2 доктора и 20 кандидатов экономических наук.
Является действительным членом РАЕН, Академии социальных наук (1994) и Академии медико-технических наук, членом-корреспондентом Международной академии информатизации.
За плодотворную научную деятельность и активную общественную работу в 1982 году ему присвоено почётное звание «Заслуженный экономист РСФСР», а в 1999 году ― почётное звание «Почётный работник высшего профессионального образования Российской Федерации». В 2003 году он стал заслуженным экономистом Республики Марий Эл, а в 2004 году  ― заслуженным деятелем науки Республики Татарстан. Награждён орденом Трудового Красного Знамени, медалями и почётными грамотами.

## Звания и награды
- Заслуженный экономист РСФСР (1982)[3]
- Почётный работник высшего профессионального образования Российской Федерации (1999)[3]
- Заслуженный экономист Республики Марий Эл (2003)[3]
- Заслуженный деятель науки Республики Татарстан (2004)[3]
- Орден Трудового Красного Знамени (1976)[3]
- Медаль «За доблестный труд в Великой Отечественной войне 1941—1945 гг.» (1947)[3]
- Медаль «За трудовую доблесть» (1967)
- Юбилейная медаль «За доблестный труд. В ознаменование 100-летия со дня рождения Владимира Ильича Ленина» (1970)
- Знак «За отличные успехи в работе» (1971)
- Медаль «Ветеран труда» (1984)
- Юбилейная медаль «Тридцать лет Победы в Великой Отечественной войне 1941—1945 гг.» (1975)
- Юбилейная медаль «Сорок лет Победы в Великой Отечественной войне 1941—1945 гг.» (1985)
- Юбилейная медаль «50 лет Победы в Великой Отечественной войне 1941—1945 гг.» (1995)
- Юбилейная медаль «60 лет Победы в Великой Отечественной войне 1941—1945 гг.» (2005)
- Золотая медаль имени А. В. Чаянова (2003)
- Медаль «За заслуги в аграрной науке и образовании» (2007)
- Почётная грамота ЦК ВЛКСМ (1958, 1968)
- Почётная грамота Министерства сельского хозяйства СССР (1978)
- Почётная грамота Президиума Верховного Совета Татарской АССР (1966, 1978)
- Почётная грамота Государственного Собрания Республики Марий Эл (2003, 2006)